# De Burlet

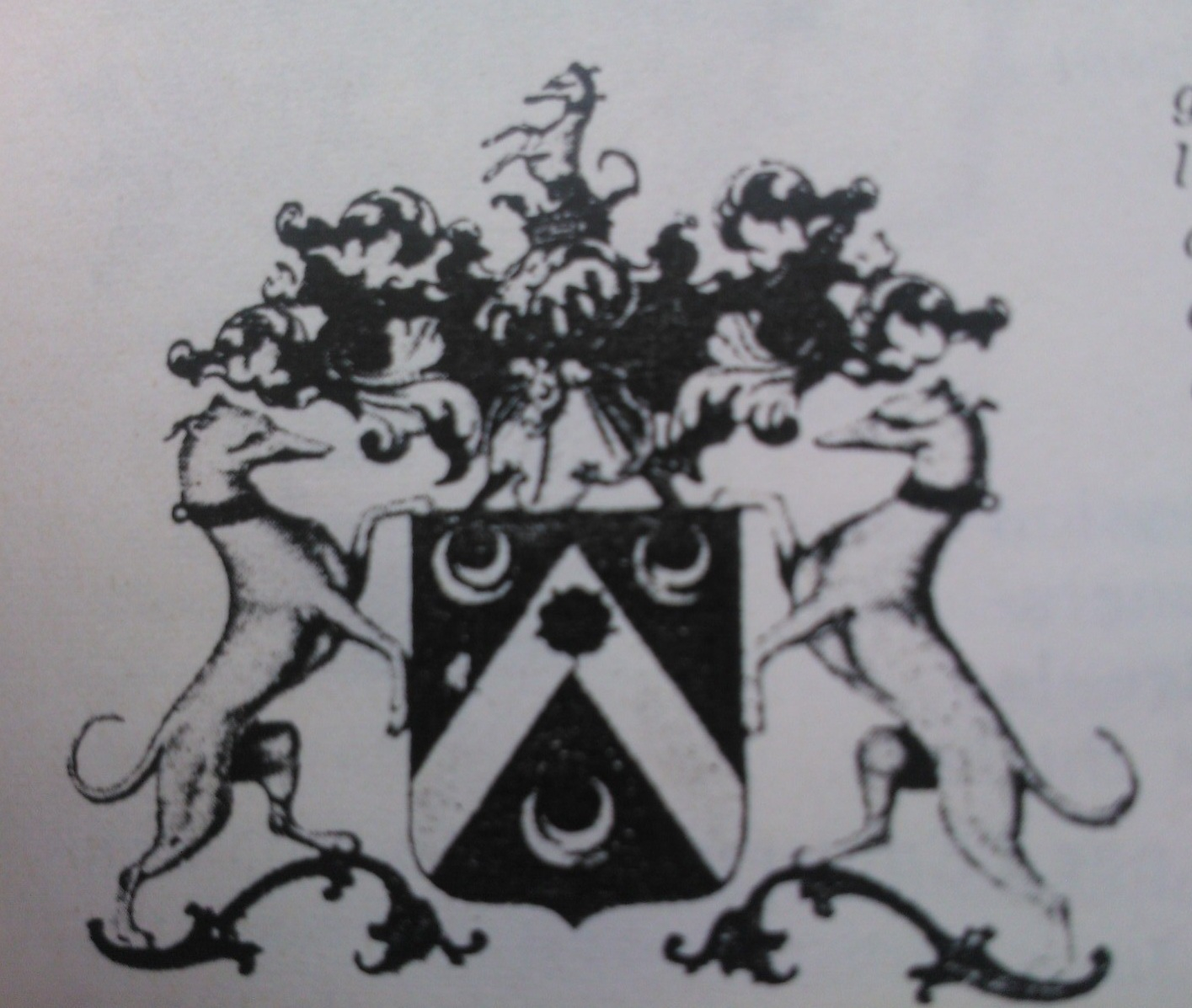
Familiewapen "Burlet" in de Armoir Général de la Noblesse Belge

De familie (de) Burlet is een van oorsprong Waalse en sinds 1760 adellijke familie afkomstig uit Lisogne in Wallonië.

## Geschiedenis
De sporen van de familie zijn terug te vinden tot in 1586. Daarna vestigde de familie zich in Namen (stad) waar de notaris Jacques Burlet (1643-1719) tot de burgerij behoorde. In 1763 verleende keizerin Maria Theresia opname in de erfelijke adel aan Lambert Burlet, advocaat bij de Raad van Namen en later bij de Grote Raad van Mechelen, grootvader van Gérard de Burlet (1772-1857) die in 1852 erkenning in de Belgische erfelijke adel verkreeg en zo de stamvader werd van dit Belgische adellijke geslacht.
Vanaf de 17e eeuw tot en met de 21e beoefenden telgen het ambt van notaris uit. Daarnaast telde / telt het geslacht een aantal (aangetrouwde) medici.
De oudste tak vestigde zich in Nederlands-Indië en later in Nederland en sindsdien woont het hoofd van het geslacht in Nederland. Van de jongere takken vestigden zich telgen in Frankrijk, Groot-Brittanië en de Verenigde Staten

## Enkele telgen
Jhr. Gérard Antoine Joseph de Burlet (1772-1857), officier, burgemeester van Perwijs, in 1852 in de Belgische adel erkend
- Jhr. Charles de Burlet (1799-1866) werd cadet in Oostenrijkse dienst, daarna in dienst van het Verenigd Koninkrijk der Nederlanden; zijn nageslacht was gevestigd in Nederlands-Indië en later in Nederland
  - Jhr. Lambert de Burlet (1848-1892); trouwde in 1880 met Louise Weber (1850-1930), zus van zoöloog prof. Max Wilhelm Carl Weber (1852-1937)
    - Prof. jhr. dr. Herman Maximilien de Burlet (1883-1958), Nederlands hoogleraar anatoom, patholoog, fysioloog en embryoloog
      - Jkvr. Erica de Burlet (1913-ca. 1997); trouwde in 1942 met dr. Frithjof Richard Röntgen (1914-2000), medisch doctor, arts en zoon van violist Julius Röntgen jr. (1881-1951)
      - Jhr. Henk de Burlet (1921-1992)
        - Jhr. dr. Harald de Burlet (1953-2016), medicus
          - Jhr. Marc de Burlet (1988), chef de famille
- Jhr. Constantin de Burlet (1805-1876), notaris, schepen en voorzitter van de Commissie voor de Armenzorg in Perwijs
  - Jhr. Edmond de Burlet (1835-1908), notaris, burgemeester van Perwijs
- Jkvr. Joséphine de Burlet (1808-1891) trouwde met Alexis Hody (1807-1880), administrateur-generaal van de staatsveiligheid, verkreeg in 1839 adelserkenning, in 1843 de overdraagbare titel van ridder en in 1847 de overdraagbare titel van baron
- Jhr. Joseph de Burlet (1811-1879), beheerder van het discontokantoor van de Nationale Benk in Nijvel
  - Jhr. Jules de Burlet (1844-1897), volksvertegenwoordiger, senator, eerste minister, minister van Staat
    - Jhr. Pierre de Burlet (1876-1938), volksvertegenwoordiger

  - Jhr. Constantin de Burlet (1846-1925), ingenieur van Brugge en Wegen, burgemeester van Baulers, in 1884 hoofd van de Nationale Maatschappij van Buurtspoorwegen en leidde deze openbare dienst gedurende meer dan dertig jaar